# 日本大学皇道学院

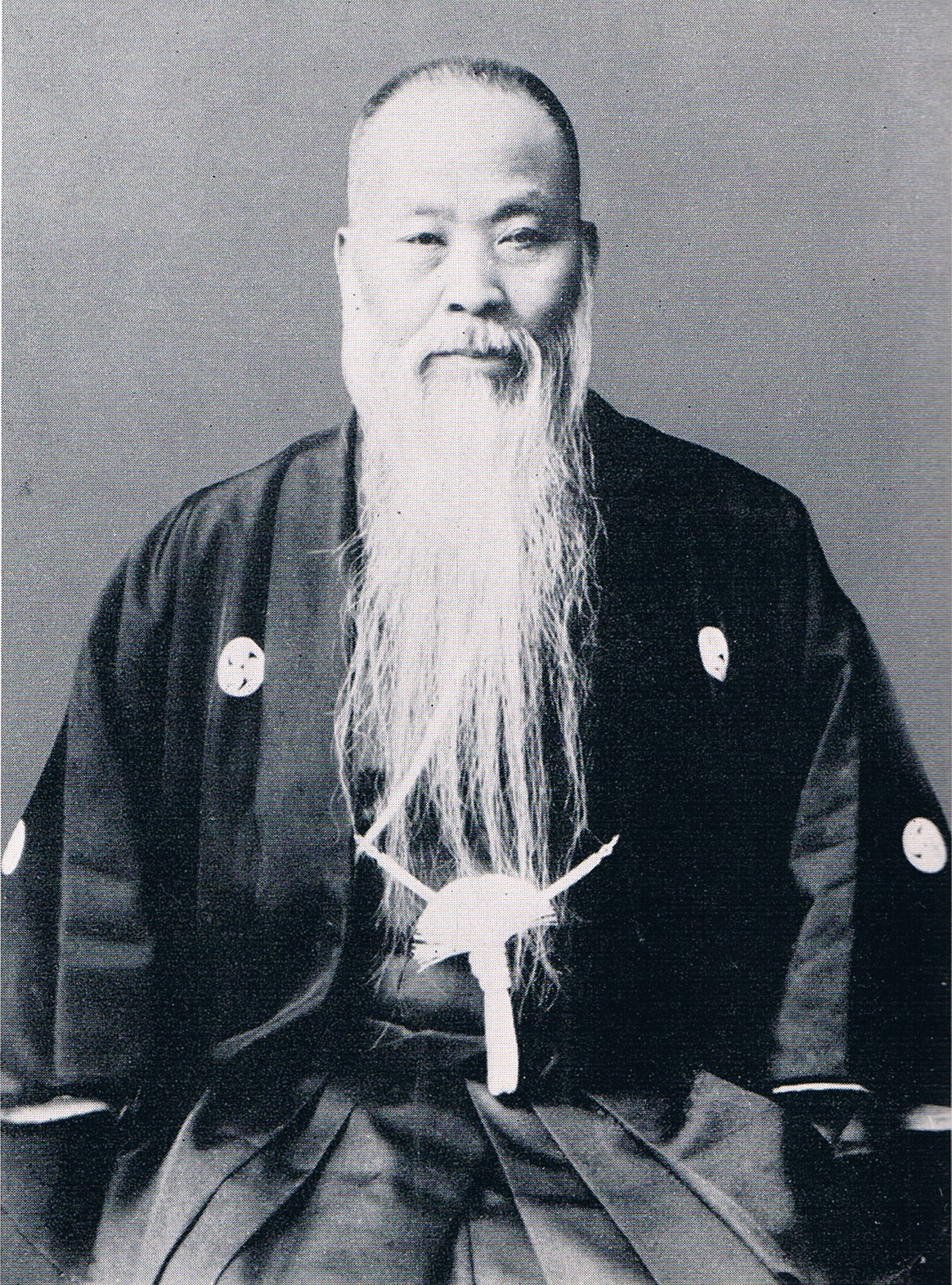
今泉定助

日本大学皇道学院（にほんだいがくこうどうがくいん）とは、神道思想家今泉定助が日本大学内に設置した皇道の教授所。もとは1930年代前半に時の日本大学総長山岡萬之助が、今泉に日大での講義を要請、一般者も聴講可能の特別講座「皇道の本義」が開始されるが、この流れで1937年6月に今泉を所長として大学本部に設置した皇道研究所を前身とする。
皇道研究所は研究所発足翌年の1938年に皇道講座を開設。1939年に講座は日本大学皇道学院と改称し開校された。今泉が院長に就任。皇道学院は1944年に今泉が死去した後も敗戦の1945年まで、山岡萬之助の意向によって続けられた。
皇道学院は一年制で、のべ合計で1400人あまりが受講している。
現在では日本大学内に「今泉研究所」が設置されている。
おもな出身者に彫刻家小森邦夫、國井善弥、児玉誉士夫、柔道家尾形源治、写経研究家橘千榮などがいる。